# ワタナベノブタカ
ワタナベノブタカ（渡部伸隆・わたなべのぶたか）は、日本の音楽プロデューサー・作曲家・編曲家、トラックメイカー。

## 略歴
2005年、秋間経夫、HAL（元HAL FROM APOLLO '69）らとCore-MEDALICSを結成。グラムロックとパンク・ロックの融合したサウンドを目指し、2006年にCD『ジオラマ』をリリース。2007年、パンク・ファッションモデル“しらたま”ことBROKEN MACHINEとヘビー・インダストリアル・ユニット「glanula」での活動を開始。メジャー・アンダーグラウンド問わず独自の活動を展開。2008年7月26日、大麻所持により逮捕。2011年　香港へ移住

## 主な参加作品
- JUDY AND MARY[3]『WARP』『クラシック』[2]『PEACE』『mottö』他
- 布袋寅泰[3]『SUPERSONIC GENERATION』『SF サムライ・フィクションサウンドトラック』 『バンビーナ』 他
- 広末涼子[3]『MajiでKoiする5秒前』[2]
- 小久保淳平[3]『Alternart』
- Core-MEDALICS『DIORAMA』
- KOJI1200『ナウ ロマンティック』
- COOL JOKE『UNDO』